# Natan Węgrzycki-Szymczyk
Natan Węgrzycki-Szymczyk (Cracovia, 5 de enero de 1995) es un deportista polaco que compite en remo.
Ganó dos medallas en el Campeonato Europeo de Remo, en los años 2020 y 2021. Participó en los Juegos Olímpicos de Río de Janeiro 2016, ocupando el séptimo lugar en la prueba de scull individual.

## Palmarés internacional
| Campeonato Europeo | Campeonato Europeo | Campeonato Europeo | Campeonato Europeo |
| Año                | Lugar              | Medalla            | Prueba             |
| ------------------ | ------------------ | ------------------ | ------------------ |
| 2020               | Poznań (Polonia)   | Medalla de plata   | Scull individual   |
| 2021               | Varese (Italia)    | Medalla de bronce  | Scull individual   |